# 트롤헤탄시

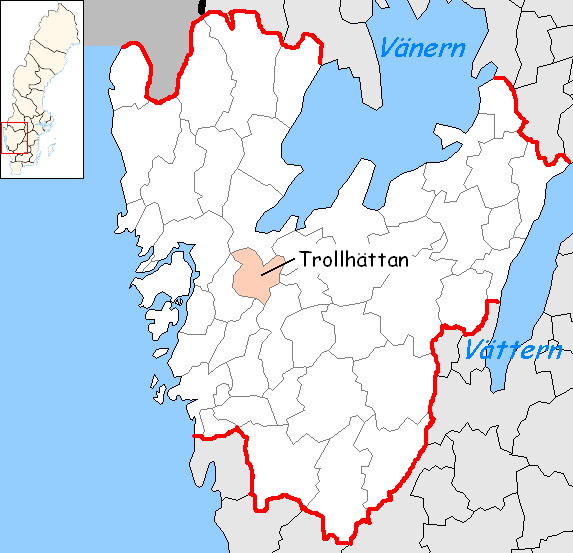
트롤헤탄 시의 위치

트롤헤탄시(스웨덴어: Trollhättans kommun)는 스웨덴 베스트라예탈란드주에 위치한 지방 자치체로 행정 중심지는 트롤헤탄이며 면적은 427.72km2, 인구는 57,753명(2016년 12월 31일 기준), 인구 밀도는 140명/km2이다.

시 문장